# إستراز بوتيرات

إستراز ألفا نفثيل بوتيرات (بالإنجليزية: α-Naphthyl butyrate esterase)‏، الذي يشار إليه أيضا باسم إستراز نفثيل بوتيرات (بالإنجليزية: naphthyl butyrate esterase)‏ أو إستراز النيترات (بالإنجليزية: butyrate esterase)‏، هو صبغة نسيجية خاصة بخلايا الدم البيضاء في خط انتشار الخلايا الوحيدة.
يُستَخدم في تشخيص سرطان الدم عند تلطيخ نوع إعداد اللمس لشرائح من نخاع العظام. وهو فعال في تشخيص لوكيميا الوحيدات والوحيدة النقوية الخاص في ابيضاض وحيدي نقوي حاد.[بحاجة لمصدر]